# Aphrodisius van Béziers

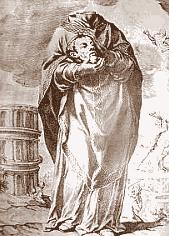

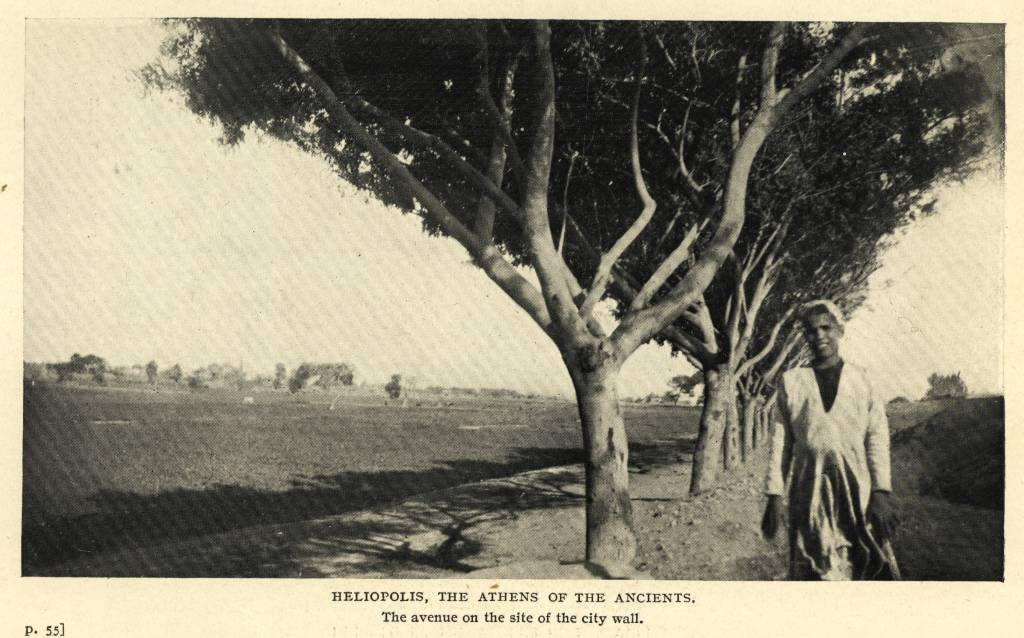
Heliopolis in Egypte

Aphrodisius van Béziers (1e eeuw of 3e eeuw) is, volgens rooms-katholieke overlevering, de eerste bisschop van Béziers in de Languedoc. Béziers lag toen in de Romeinse provincie Gallia Narbonensis. Aphrodisius is een cefalofore heilige, dit wil zeggen een heilige die uitgebeeld wordt terwijl hij zijn afgehakt hoofd verder draagt.

## Heiligenleven(s)
Er zijn meerdere heiligenlevens over Aphrodisius van Béziers geschreven over verloop van eeuwen. Dit heeft te maken met de verwarring over verschillende geestelijken die de naam Aphrodisius gedragen hebben of tenminste zo genoemd zijn. De eerste die Aphrodisius van Béziers vermeldde, zou Gregorius van Tours geweest zijn in de 6e eeuw. Hij verbond in zijn boek met heiligenlevens de figuur van Aphrodisius met de eerste bisschop van Narbonne, Paul-Serge van Narbonne. De Karolingische bisschop Ado van Vienne (9e eeuw) schreef het meest uitgebreid over Aphrodisius, in het bijzonder het nieuwe element dat hij onthoofd werd door heidenen tijdens prediking in Béziers. Aphrodisius werd een martelaar.
In de versie dat Aphrodisius leefde in de 1e eeuw na Christus, komt hij naar voor als een tijdgenoot van Jezus. Aphrodisius leefde in Egypte op het moment van de Vlucht naar Egypte. In zijn woning in Heliopolis gaf hij huisvesting aan de Heilige Familie. Later trok hij zelf naar het Heilig Land. Hij was aanwezig op het Pinkstergebeuren en emigreerde vervolgens naar Zuid-Frankrijk.
In de versie die hem in de 3e eeuw situeert, was Aphrodisius gouverneur van Egypte of hogepriester in de tempel van Heliopolis. Hij bekeerde zich tot het christendom doch moest Egypte ontvluchten omwille van de christenvervolgingen door de Romeinse overheid. Hij vestigde zich in een grot in Zuid-Frankrijk. Bisschop Paul-Serge van Narbonne haalde hem uit de grot om hem bisschop van Béziers te maken.

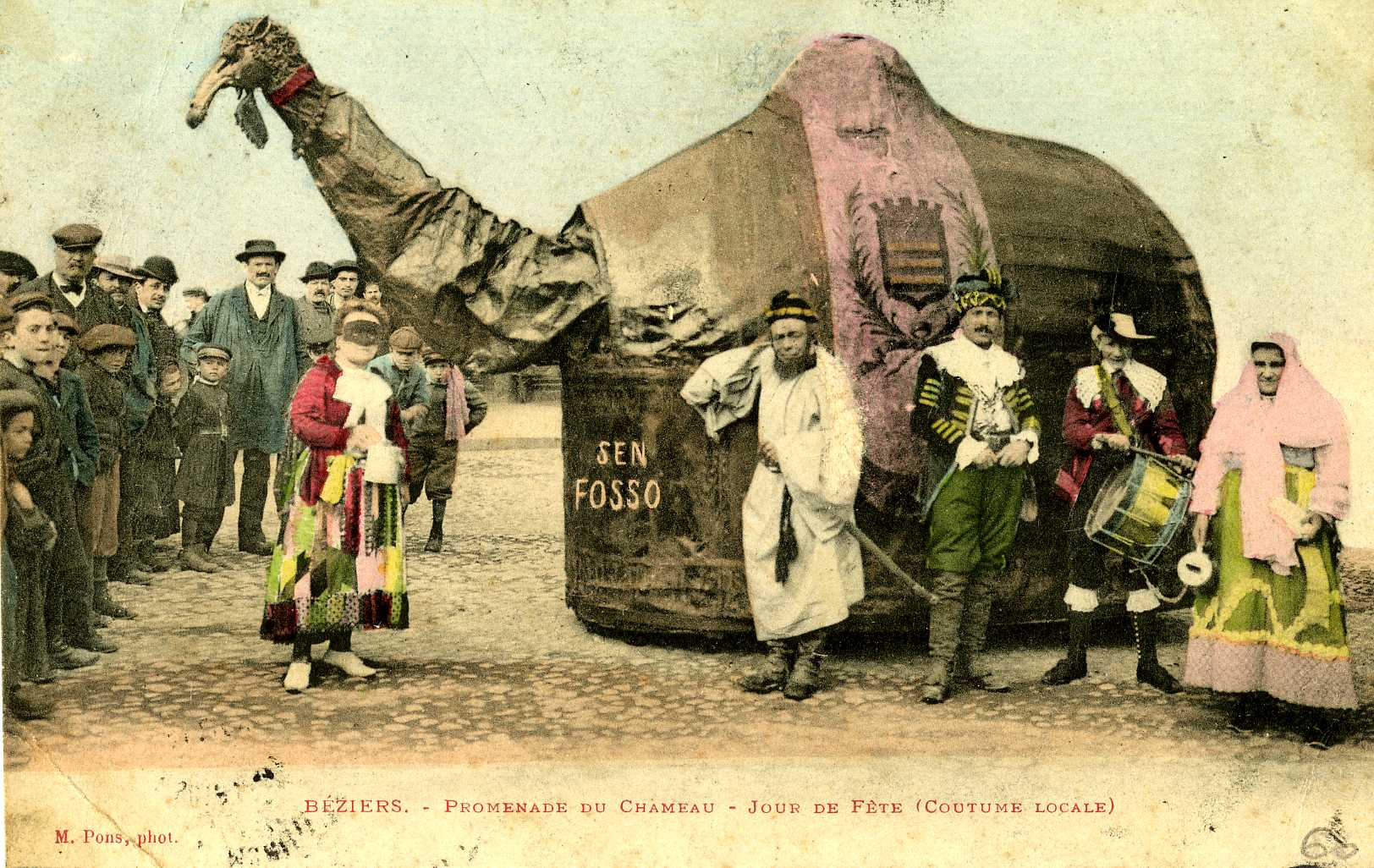
Lou Camel is de folkloristische naam van zijn kameel

## Lou Camel
In de 16e eeuw ging de aandacht naar de kameel waarmee Aphrodisius rondtrok in Gallië. Na de dood van zijn meester trokken, volgens het nieuwe verhaalelement, de burgers van Béziers zich het lot aan van de kameel. Ze verzorgden het dier tot aan zijn dood, op kosten van de stad Béziers. Dit vormde de basis van een jaarlijkse stoet in Béziers. Een metalen nagemaakte kameel werd door de stad rondgereden met muziek en dans. De naam die de inwoners aan de kameel gaven, was Lou Camel. In de periode na de Franse Revolutie werd het feest met de kameel afgeschaft, wegens volksverlakkerij. In de 19e eeuw keerde het feest terug.